# Shuichun
Shuichun (kinesiska: 水唇) är en köping i sydöstra Kina. Den ligger i Luhe härad i staden Shanwei i provinsen Guangdong, omkring 250 kilometer öster om provinshuvudstaden Guangzhou. Antalet invånare är 36 381. Befolkningen består av 18 088 kvinnor och 18 293 män. Barn under 15 år utgör 26,0 %, vuxna 15-64 år 65 %, och äldre över 65 år 8,0 %.